# Lisa O’Rourke
Lisa Edel O’Rourke (* 13. Mai 2002 in Castlerea) ist eine irische Boxerin. Sie gewann die Goldmedaille im Halbmittelgewicht bei der Weltmeisterschaft 2022 in Istanbul.

## Boxkarriere
Lisa O’Rourke begann ihre Boxkarriere beim Castlerea Boxing Club und wechselte später in den Olympic Boxing Club in Galway.
Sie gewann 2018 die Silbermedaille bei der Junioren-Europameisterschaft in Anapa und 2019 eine Bronzemedaille bei der Jugend-Europameisterschaft in Sofia.
2022 gewann sie die Goldmedaille bei der U22-Europameisterschaft in Poreč und startete bei der Weltmeisterschaft 2022 in Istanbul; dort besiegte sie Brigitte Mbabi aus der DR Kongo, María Moronta aus der Dominikanischen Republik, Ani Howsepjan aus Armenien, Sema Çalışkan aus der Türkei sowie Alcinda Panguana aus Mosambik und gewann damit den Weltmeistertitel. Bei der Weltmeisterschaft 2025 in Niš gewann sie nach einer Finalniederlage gegen Jelena Gapeschina die Silbermedaille.

## Sonstiges
Lisa O’Rourke hat vier Schwestern und besuchte die Castlerea Community School. Ihre ältere Schwester Aoife O’Rourke ist ebenfalls Boxerin sowie Europameisterin 2019 und 2022 im Mittelgewicht. Ihr Urgroßvater Daniel O’Rourke (* 1951; † 1968) war Präsident des irischen Sportverbandes Gaelic Athletic Association (GAA).
Lisa O’Rourke spielt seit dem Kinderalter Gaelic Football beim Verein Castlerea St Kevin′s und gab 2020 für die County-Auswahl von Roscommon ihr Debüt bei den Erwachsenen.